# Cool Japan
Cool Japan ist eine Wortschöpfung des amerikanischen Journalisten Douglas McGray, welche heutzutage häufig auf die erfolgreiche japanische Populärkultur, insbesondere auf J-Pop, verweist. Seitdem der Begriff erstmals im Mai/Juni 2002 im Artikel Japan’s Gross National Cool, als Reaktion auf das „Cool Britannia“-Konzept, geprägt wurde, ist dieser Medienbegriff immer wieder von anderen Autoren und schließlich selbst von der japanischen Seite herangezogen worden, um die Entstehung eines neuen, positiven Bildes von Japan zu beschreiben.

## Hintergrund
Obwohl sich Japan in der so bezeichneten „verlorenen Dekade“ der 1990er Jahre ökonomischen Schwierigkeiten und politischen Problemlagen gegenübersah und im Jahr 1995 zwei nationale Schockerlebnisse (Ōmu Shinrikyō-Anschlag und Erdbeben von Kōbe) bewältigen musste, konnte die japanische Unterhaltungs- und Kreativindustrie seit Mitte der 1990er Jahre internationale Vermarktungserfolge in großem Ausmaß verzeichnen.
Japanische Comics, Trickfilme, Videospiele und ein sie begleitendes Merchandising erzielten seit den 1990ern weltweit Erfolge. Diese Erfolge wurden sowohl in ökonomischer Hinsicht wie auch in symbolischem Kapital verbucht, dem Nation Branding. Verbunden mit diesem internationalen Vormarsch wurden andere Kulturen durch den so genannten „J-Lifestyle“ beeinflusst, zu dem neben J-Pop, Manga, Anime und Cosplay auch Produkte wie Robopets (z. B. Aibo), Sudoku, J-Literatur, Videospiele und Dorama gehören.
McGrays Wortschöpfung findet heute vermehrt Anwendung innerhalb wissenschaftlicher Analysen zur japanischen Populärkultur, wie sie unter anderem von Kōichi Iwabuchi oder Anne Allison durchgeführt worden. Auch im politischen Bereich wurde J-Pop relativ früh instrumentalisiert. Eine prominente Aussage zu J-Pop als prestigeträchtigem Exportgut und als Medium der Kulturdiplomatie wird vom ehemaligen Außenminister Tarō Asō im April 2006 getätigt. In seiner Rede an der "Digital Hollywood University" in Akihabara (Tokio) ermutigte der Politiker die Vertreter der japanischen Kreativindustrie, einen nachhaltigen kulturdiplomatischen Beitrag auf ihrem Feld zu leisten.

## Verwendung in Japan
Nachdem sich „Cool Japan“ in westlichen Kommentaren zu den Erfolgen der japanischen Unterhaltungsindustrie etabliert hatte, wurde der Slogan auch von japanischer Seite wie ein Prädikat instrumentalisiert. So wurden im Jahr 2005 von Kulturpolitikern erwogen, mit Hilfe dieses Begriffs weltweit eine Generation von Anhängern japanischer Zeichentrickfilme heranzuziehen. So legte der „Gesprächskreis über die Förderung kultureller Diplomatie“ (bunka gaikō no suishin ni kan suru kondankai) am 11. Juli 2005 Premierminister Jun’ichirō Koizumi einen entsprechenden Bericht („Für den Aufbau eines Friedensstaates des kulturellen Austauschs Japans“) vor.

## Kritik
Obwohl sich die staatliche Seite über einen Imagezugewinn freut und sich dabei auf den Slogan stützt, gibt es auch kritische Stimmen aus politischen und intellektuellen Kreisen zur Verwendung von „Cool Japan“ in diesem Zusammenhang. So wurde häufig von einer gesteuerten Kampagne gesprochen, die sich im Rückblick aber nicht als gezielte, gebündelte oder staatlich gelenkte Offensive darstellt, zumal Japan in den letzten Jahren international vorwiegend das Bild eines reformunwilligen Systems bot. Andere Analysen gingen so weit, dass es sich bei „Cool Japan“ nicht um das reale Japan handele, sondern um einen „fiktiven Fluchtpunkt“.
Widersprüchlich sei auch, dass Japan gleichzeitig „cool“ sein soll, aber in den 1990er Jahren wachsende soziale Kälte („japanisches Prekariat“), psychische Deformation (etwa die Phänome  Hikikomori, Freeter, NEETs), Hoffnungslosigkeit und Orientierungslosigkeit aufgetreten sei.